# Stadtkirche Freudenstadt

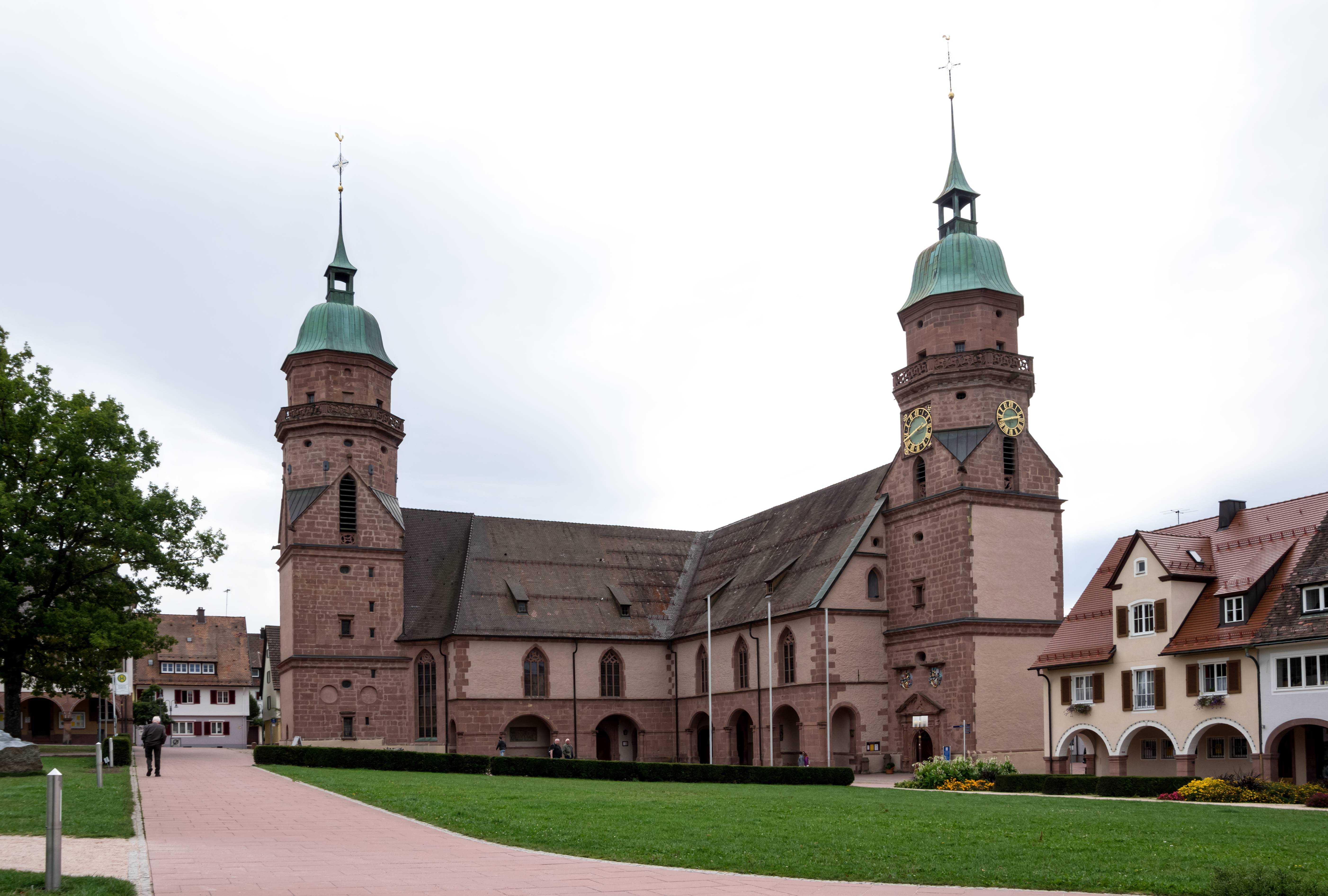
Außenansicht vom Marktplatz

Die evangelische Stadtkirche Freudenstadt ist die zentrale Kirche in Freudenstadt. Sie ist neben der St.-Concordia-Kirche in Ruhla die einzige von Anfang an so geplante und gebaute Winkelkirche in Deutschland.

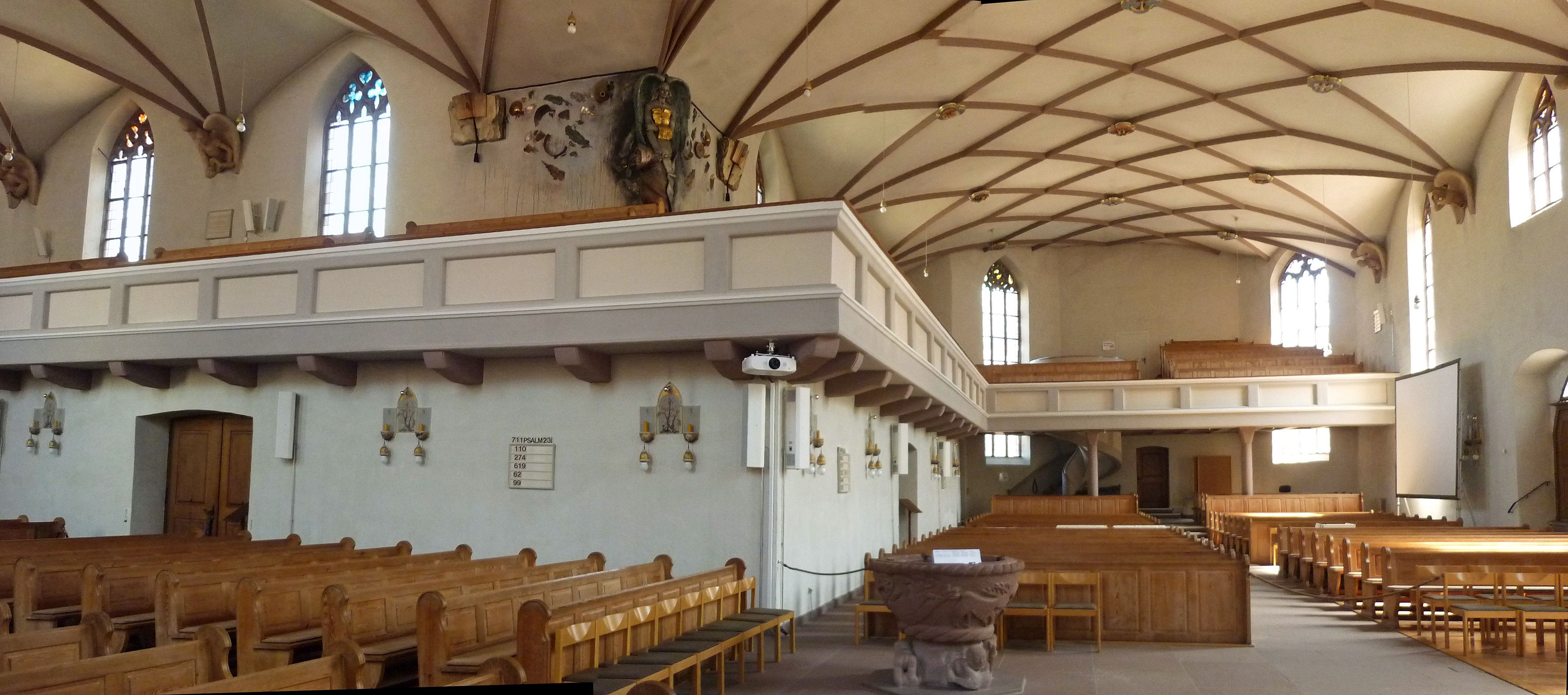
Gewinkelter Innenraum (2018)

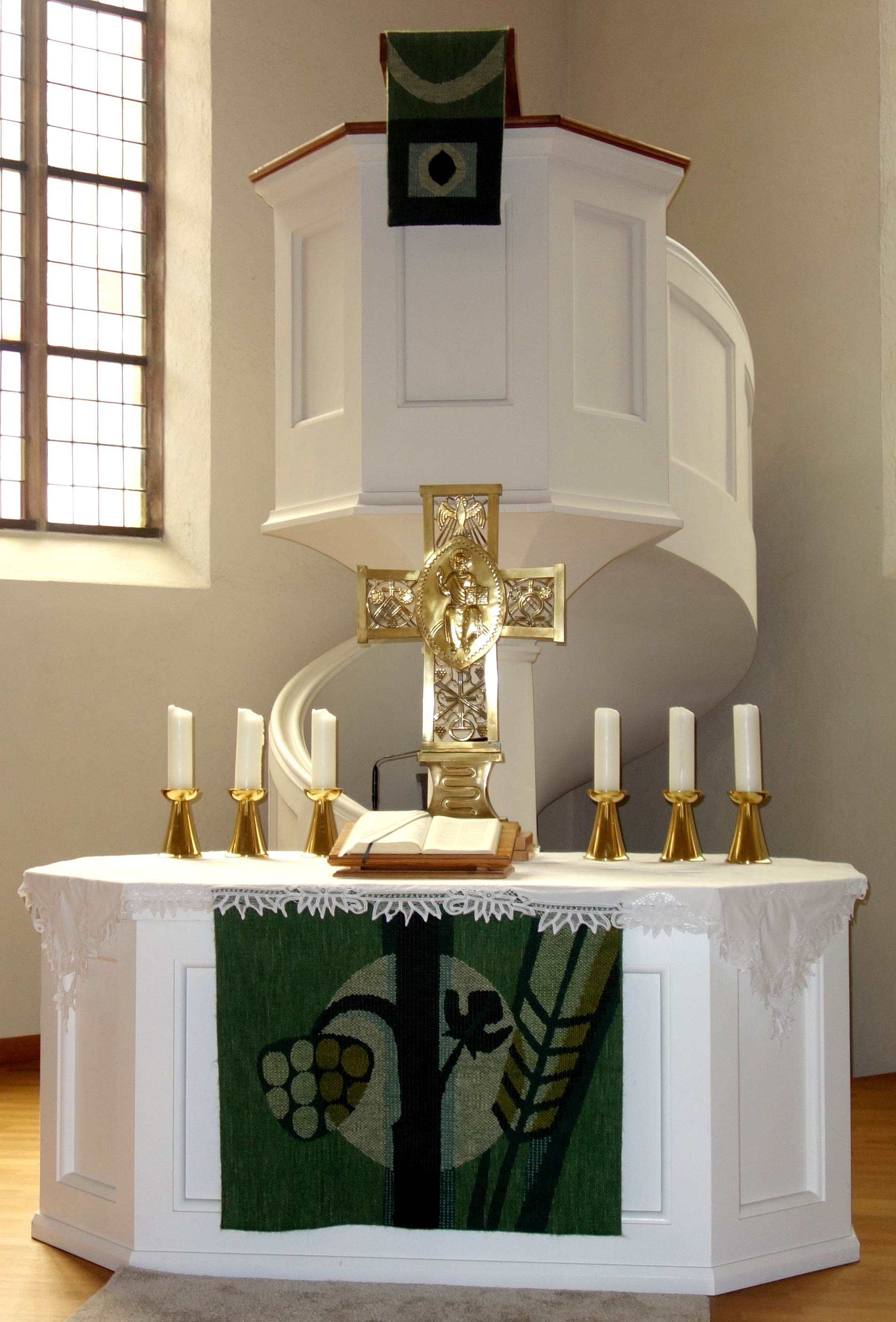
Altar und Kanzel (2024)

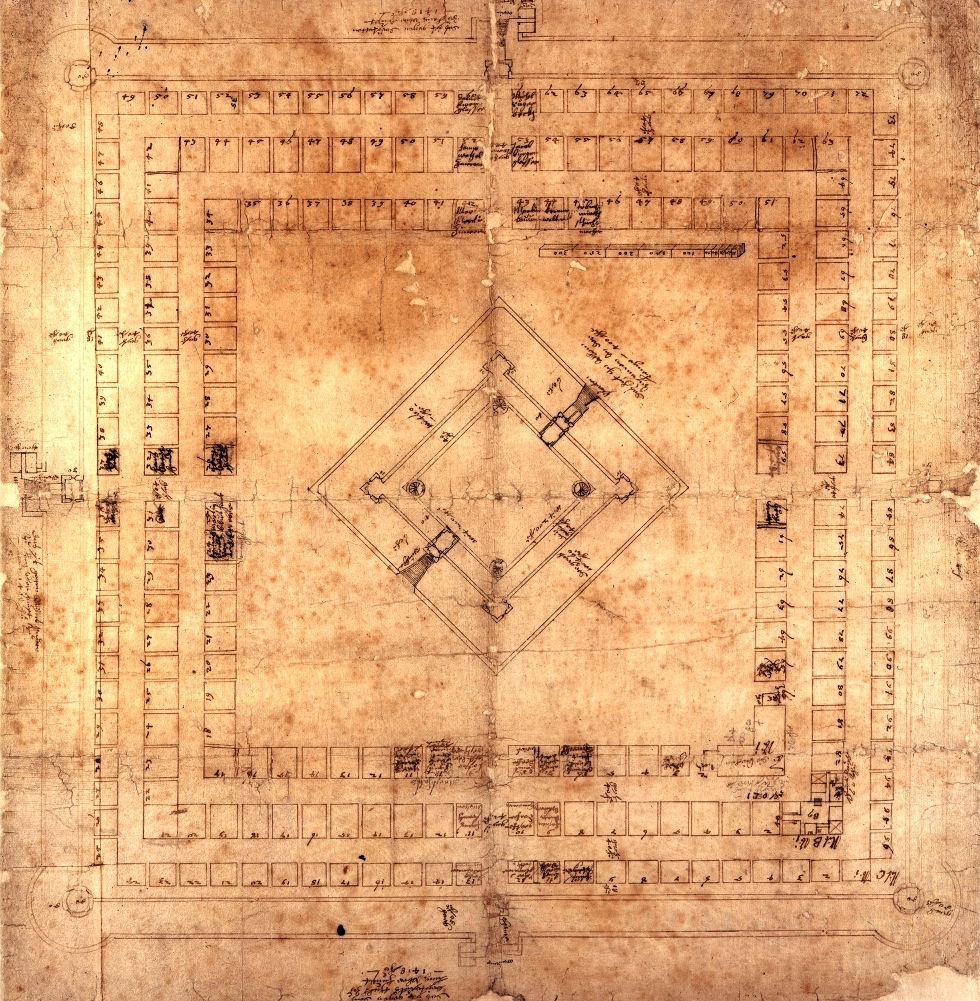
„Dreizeilenplan“ für den Stadtgrundriss von Freudenstadt (1599); die Kirche, erkennbar an den Türmen, ist rechts unten am zentralen Platz eingezeichnet

## Geographische Lage
Die Kirche liegt in der südlichen Ecke des Marktplatzes von Freudenstadt und nimmt den Platz zwischen einem von Westen und einem von Süden kommenden Zugang zum Marktplatz ein. Lage und Position der Kirche orientierten sich einzig am symmetrischen Entwurf des Stadtaufbaus. Die Kirche ist daher nicht geostet, sondern der Altarbereich liegt im Südwesten des Gebäudes. An der diagonal gegenüberliegenden Ecke des Marktplatzes lag – ebenfalls als Winkelbau errichtet – der sogenannte Schickhardtbau, dessen Original ebenfalls 1945 zerstört wurde.

## Geschichte

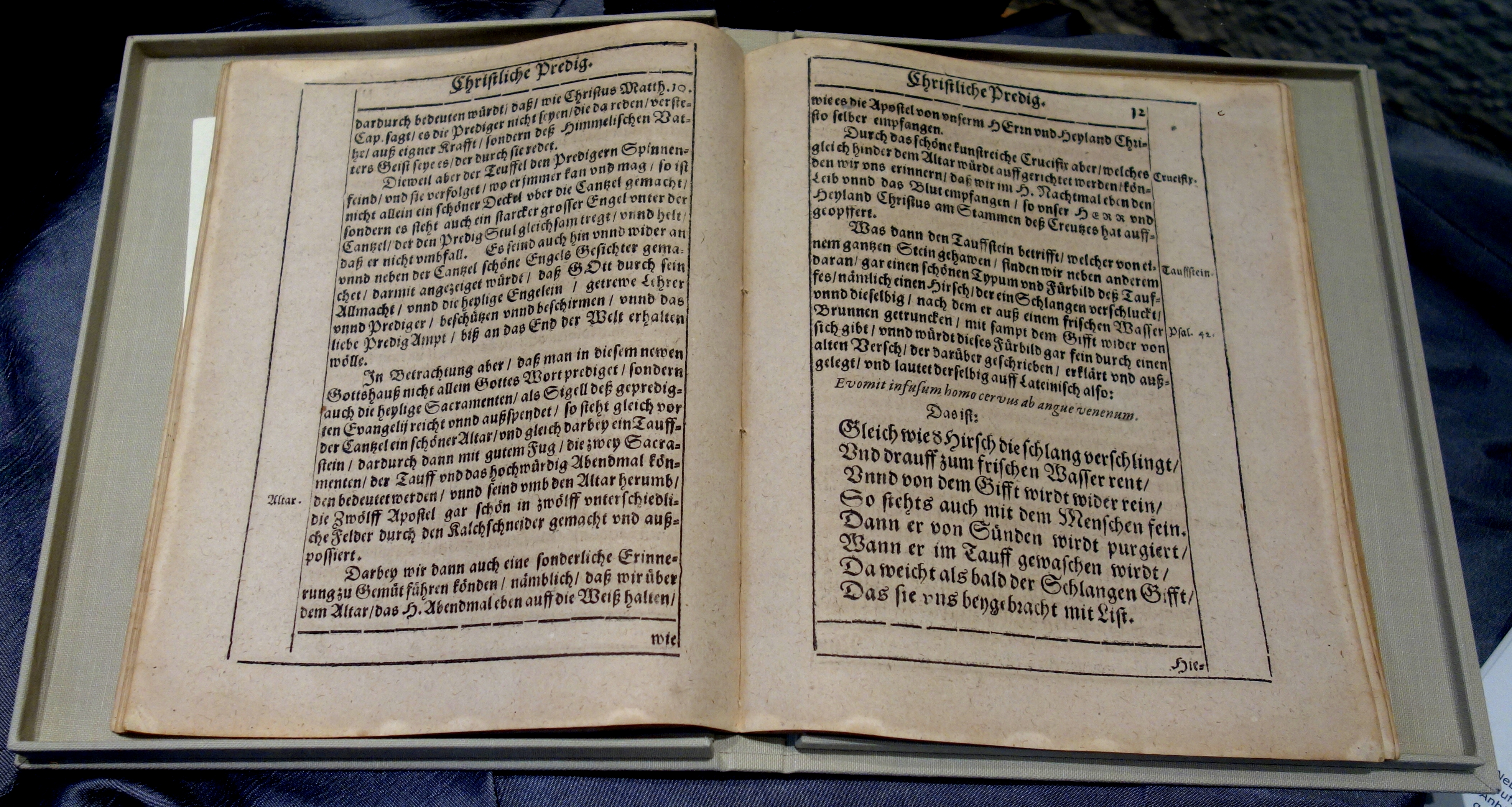
Erster Abdruck der Veringer-Predigt

Auftraggeber für den Bau der Stadtkirche war der Gründer der Planstadt Freudenstadt, Herzog Friedrich I. von Württemberg. Die Grundsteinlegung der „in die langweilige Regelmäßigkeit der Stadt eingepaßt[en]“ Kirche erfolgte am 1. Mai 1601. Geplant und errichtet wurde die Stadtkirche von Elias Gunzenhäuser, von dem auch noch das Dachwerk stammte. Er starb 1606, wonach die Kirche von Heinrich Schickhardt fertiggestellt wurde. In der älteren Literatur wurde noch davon ausgegangen, dass die Anlage insgesamt von Heinrich Schickhardt stamme. Wie allen anderen Gebäuden der inneren Zeile am Marktplatz waren auch der Kirche Arkaden vorgelagert. 1606 kaufte der Herzog eine bereits 1604 fertiggestellte Orgel des blinden Stuttgarter Orgelbauers Conrad Schott (1561–1631) und ließ sie an der Südwand einbauen. Der Termin der Einweihung der Kirche ist nicht bekannt, nur das Datum der ersten dokumentierten Predigt von Stadtpfarrer Andreas Veringer am 1. Mai 1608. Herzog Friedrich erlebte die Fertigstellung der Kirche vermutlich nicht mehr, denn er war bereits im Januar 1608 verstorben. Endgültig fertiggestellt war die Kirche erst nach Einweihung der Kanzel am 29. Januar 1614.
Verwüstungen im Dreißigjährigen Krieg und die darauffolgenden Jahre des Verfalls, als Freudenstadt durch Pest und Krieg beinahe alle Einwohner verloren hatte, machten erste Reparaturen nötig. Im Zuge des Wiederaufbaus Freudenstadts durch Herzog Eberhard III. wurden auf der West- und Südseite des Gebäudes im Jahr 1670 sechs starke Strebepfeiler vorgestellt. Blitzeinschläge in beide Türme Mitte des 18. Jahrhunderts gaben Veranlassung, im Jahr 1785 Blitzableiter anzubringen.

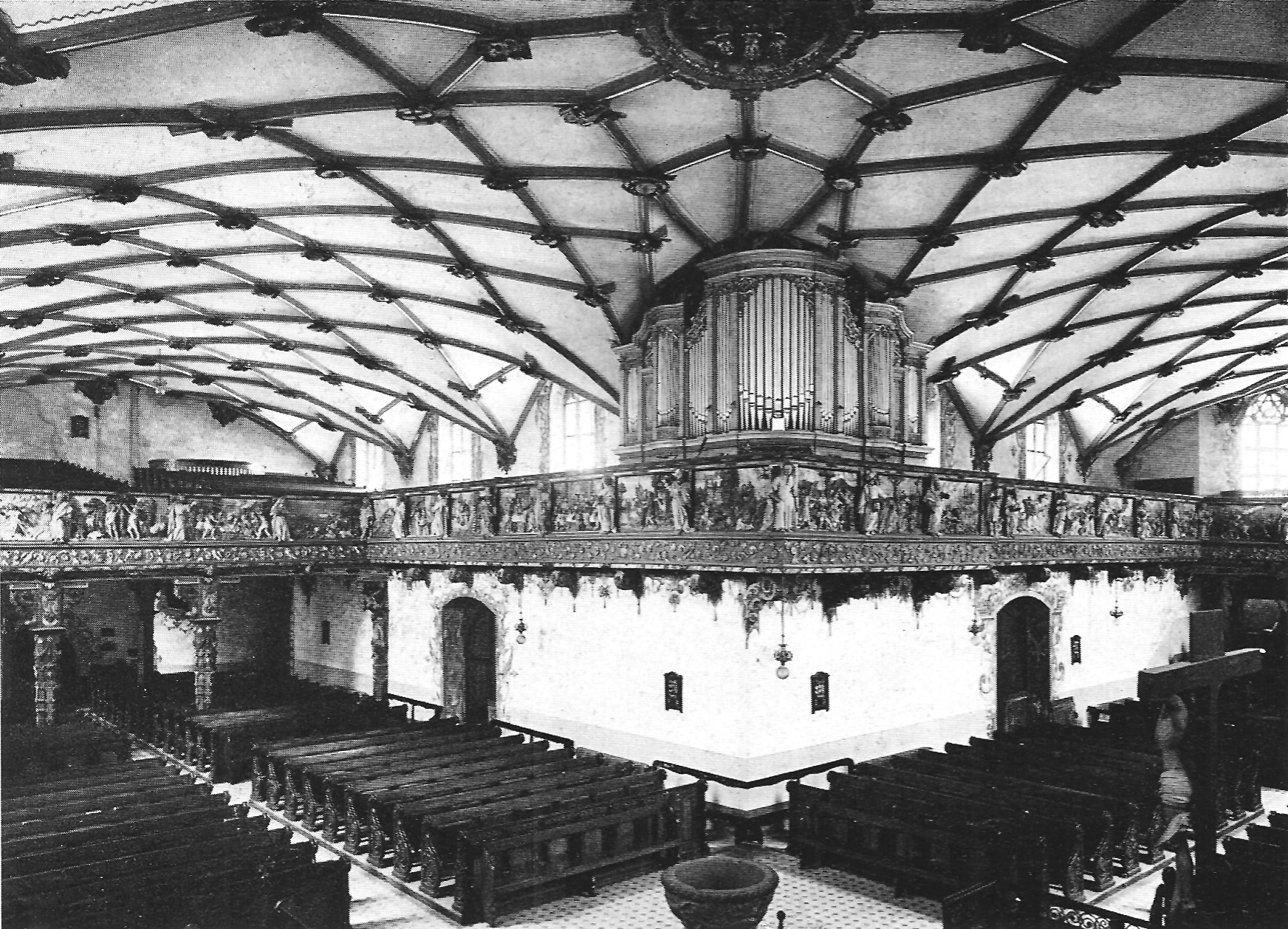
Innenraum um 1930

Die Schott-Orgel wurde 1848 abgebaut und durch ein Instrument von Carl Gottlieb Weigle ersetzt, das am Winkel zwischen den Kirchenschiffen auf der Empore aufgestellt war. Das Gehäuse der Schott-Orgel kam ins Stadtmuseum, wo es 1945 verbrannte.
Oberbaurat Karl von Sauter leitete von 1887 bis 1899 eine Komplettrenovierung der Kirche mit weiterhin farbiger und üppiger Ausstattung in neugotischem Stil. Dazu zählte auch Glasmalerei von Christian W. Anemüller (1885) sowie Waldhausen & Ellenbeck (1897).

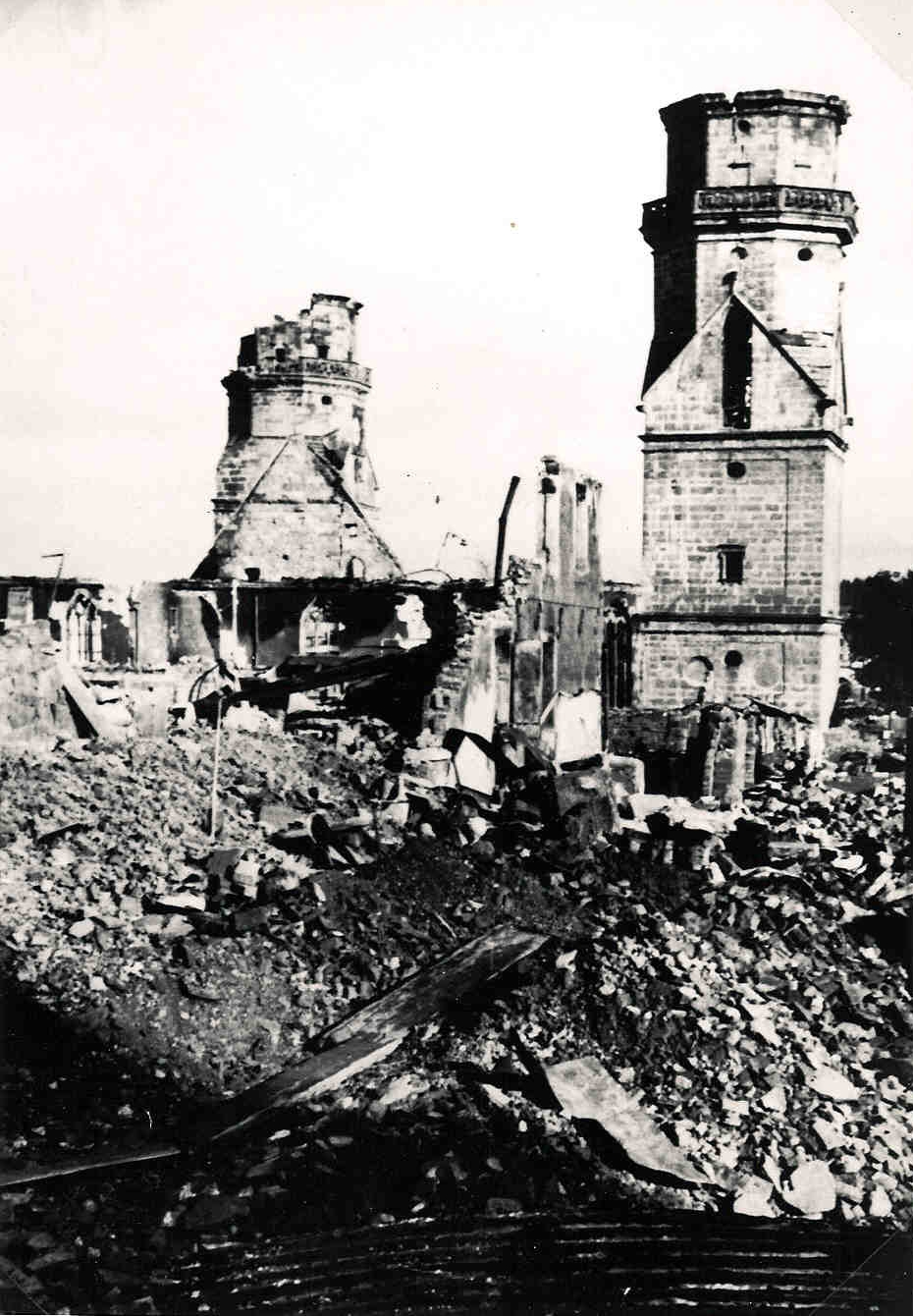
Kirche nach dem Artilleriebeschuss vom 16. April 1945

Die Stadtkirche wurde bei der Eroberung von Freudenstadt am Ende des Zweiten Weltkriegs 1945 stark beschädigt. Ein Teil der mobilen historischen Innenausstattung war vorher ausgelagert worden. Verloren gingen jedoch die Kanzel von 1614, der Altartisch, ein Chorgestühl, das Conrad Widmann 1488 für das Kloster Alpirsbach geschaffen hatte, die Emporenbrüstungen und das Gemeindegestühl, die Buntglasfenster und die Orgel, die sich auf der umlaufenden Empore zwischen den Kirchenschiffen befand.
Den Wiederaufbau von 1947 bis 1950 leitete Paul Heim jun. (1905–1988) zusammen mit Baurat Köber vom Staatlichen Hochbauamt Pforzheim. Auf die farbige Verglasung wurde dabei verzichtet, der Innenraum in schlichteren Formen gestaltet, die Struktur der „Gewölberippen“ vereinfacht und die Decke höher und flacher angelegt. Das Äußere dagegen entspricht in etwa wieder dem ursprünglichen Erscheinungsbild. Die Orgelbauer Weigle errichteten 1951 eine neue Orgel, deren 30 Register auf zwei Standorte verteilt waren. Da diese Konstruktion sich als unbefriedigend erwies, wurden 1981/82 zwei neue Orgeln eingebaut.
Seitdem fanden mehrere Innenrenovierungen und Umgestaltungen statt, so wurde 2003 der Altarraum leicht erhöht. Die letzte Renovierung erfolgte von 2019 bis 2021: Heizung und Elektrik wurden erneuert, der Innenraum erhielt einen neuen Anstrich und ein neuer Boden wurde verlegt. Eine Kamera für Live-Stream-Übertragungen wurde eingebaut.

## Bauwerk

### Grundriss
Die Kirche besteht aus rotem Buntsandstein. Der Grundriss ist L-förmig, was auch von Anfang an so geplant war, und weist damit die sehr seltene Bauform einer Winkelkirche auf. Die Wahl dieses Grundrisses ist vorwiegend der geometrischen Stadtplanung geschuldet, die – ohne dass dazu ein Straßenzug hätte verstellt werden müssen – eine Kirche dieser Größe im Stadtzentrum kaum anders zuließ.
Das Bauwerk greift in großem Umfang auf gotische Architekturformen zurück, Spitzbögen und Maßwerk, was am Anfang des 17. Jahrhunderts veraltet war. Damit erhob der Bauherr einerseits den Anspruch der neu erbauten lutherischen Kirche, in der Tradition der „alten“ Kirche zu stehen, und knüpfte andererseits an die mittelalterliche Geschichte des Hauses Württemberg an.

### Äußeres

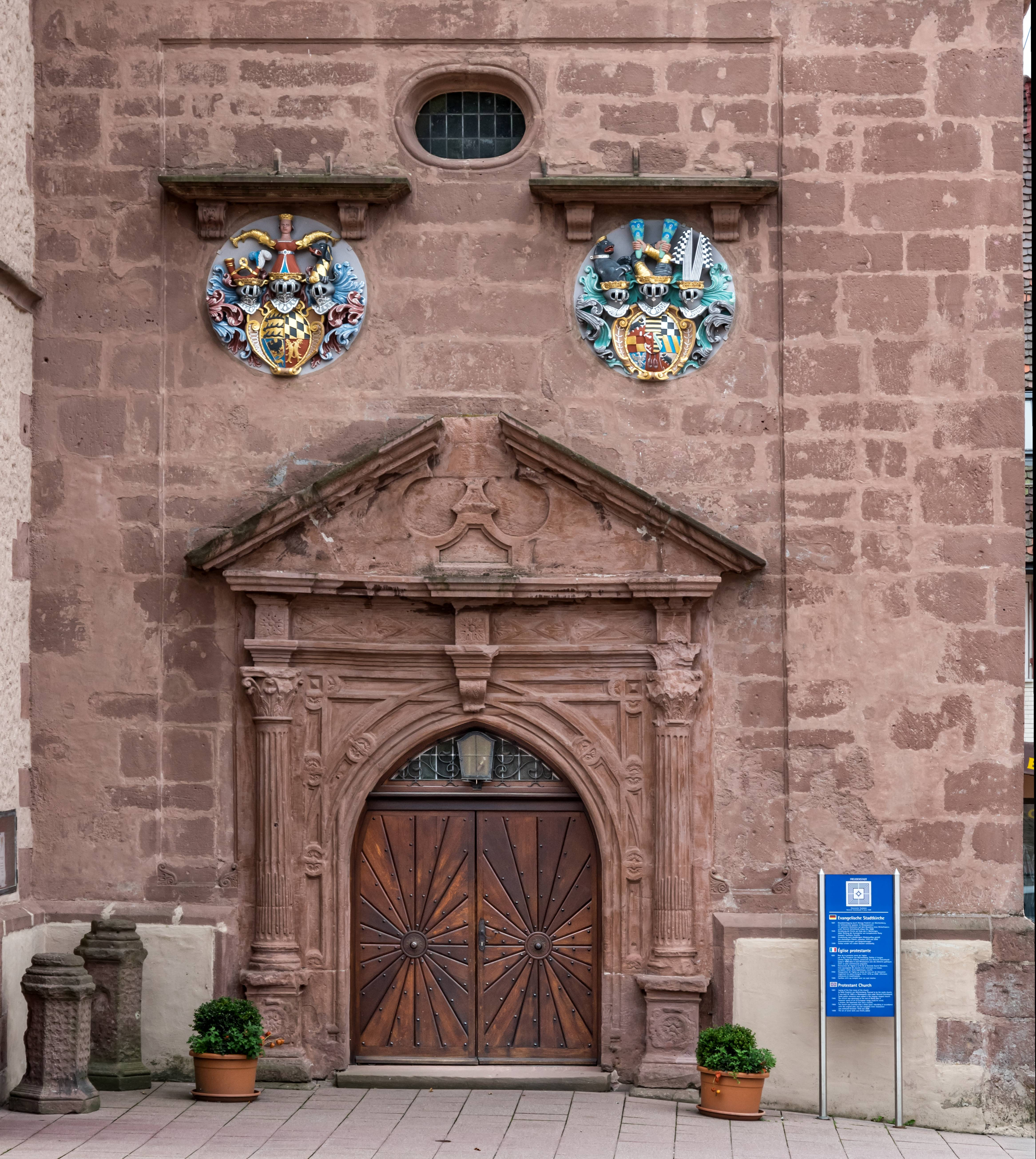
Haupteingang im Uhrturm mit den Wappen Herzog Friedrich I. und seiner Frau, Sibylla von Anhalt

Jedem Kirchenschiff ist an der Schmalseite ein Kirchturm vorgestellt, dem südlichen Kirchenschiff der östlich gelegene Glocken- und dem westlich gelegenen Schiff der nördlich vorgelagerte Uhrturm. Die Türme sind etwa 50 m hoch. Die den Marktplatz umlaufenden Arkaden führt auch das Kirchengebäude weiter. Bemerkenswerte Skulpturen der Außenseite sind Bildtafeln von Georg Schmidt:
- Am Südschiff: Mose mit den in hebräischer Schrift beschrifteten Gesetzestafeln umgeben vom Tanz um das goldene Kalb, Salomos Thron, die Stiftshütte des Laubhüttenfests
- Am Westschiff (heute aus konservatorischen Gründen im Kircheninneren): die Schöpfungsgeschichte
- Über dem „Fürstenportal“, dem Haupteingang, am Uhrturm: das Wappen Württembergs (für Herzog Friedrich I.) und das Wappen Anhalts (für Sibylla von Anhalt, die Frau Friedrich I.)

### Inneres
Kanzel und Altar befinden sich im Winkel der beiden Flügel. So ist dieser Bereich von beiden Kirchenschiffen aus gleichermaßen gut einsehbar und nur von dort können die beiden Schiffe gleichermaßen eingesehen werden. Dagegen gibt es keinen Blickkontakt zwischen den beiden Schiffen. Auf Anweisung des Herzogs sollten die Geschlechter im Gottesdienst getrennt voneinander sitzen, um die Andacht zu befördern. Von dieser bis ins 19. Jahrhundert hinein üblichen Sitte zeugen die Bezeichnungen Frauenschiff und Herrenschiff.
Die Deckenkonstruktion über den Kirchenschiffen ist kein Gewölbe – obwohl sie diesen Eindruck erweckt –, sondern ein Hängewerk-Dachstuhl mit zwei daran abgehängten, flachen, leicht und aus Holz konstruierten, heute verputzten „Netzrippengewölben“. Die Krümmung dieses Gewölbes konnte damit extrem flach gehalten werden. Die von dem Bildhauer Hans Ludwig Pfeiffer geschaffenen „Schlusssteine“ sind mit emblematischen christlichen Symbolen verziert, die die ursprünglichen Wappen der württembergischen Städte und Klöster ersetzten, die sich bis zu Zerstörung 1945 an den Kreuzungen der Gewölberippen befunden hatten. Die Konsolen bilden siebzehn Engelsfiguren. Vor 1945 hing die Decke etwa 1,5 m tiefer als heute.

## Ausstattung
Herzog Friedrich I. ließ einen großen Teil der Kirchenausstattung für seine Neugründung aus anderen Kirchen, vor allem aus in der Reformation geschlossenen Klöstern, beschaffen. Die Kirche besitzt daher einige bedeutende mittelalterliche Ausstattungsstücke, die viel älter als die Kirche selbst sind:

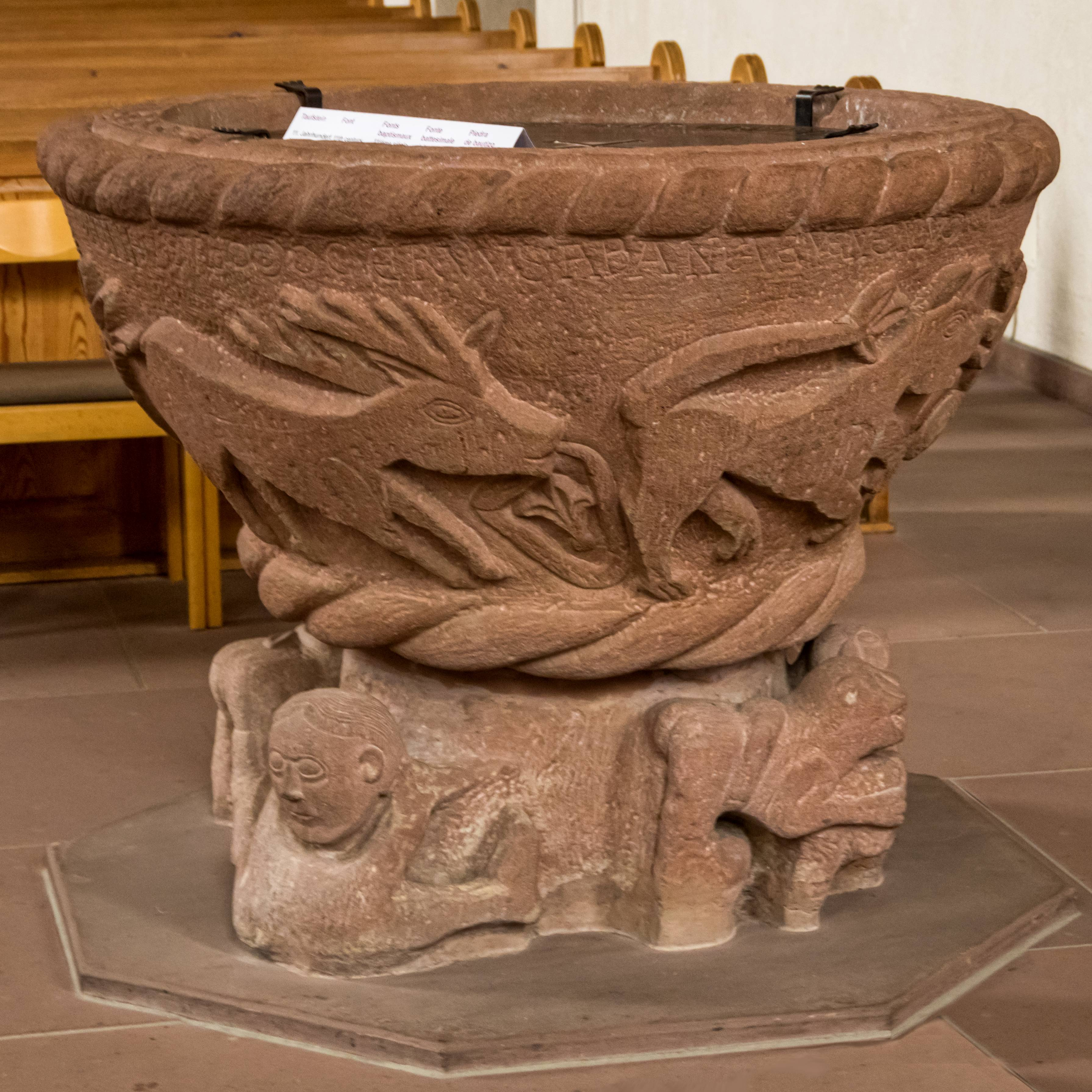
Romanischer Taufstein, 1100

### Taufstein
Der romanische Taufstein aus der Zeit um 1100 stammt vermutlich aus einer Kirche im Schwarzwald und wurde der Stadtkirche Freudenstadt durch ihren Gründer, Herzog Friedrich I. von Württemberg, überlassen. Er besteht aus rötlichem Buntsandstein, ist mit Reliefs tierischer und menschlicher Figuren verziert und wurde eventuell in der Alpirsbacher Bauhütte angefertigt.
Passend zu dem abgebildeten, eine Schlange ausspeienden Hirsch auf den Kuppa trägt er eine lateinische Inschrift in der Form eines Hexameters: EVOMIT INFUSUM HOMO CERVUS AB ANGUE VENENUM (= Wie der Hirsch speit der Mensch das von der Schlange eingeflößte Gift aus). Nach Ps 42,2  – „Wie der Hirsch sich sehnt nach frischem Wasser, so sehnt sich meine Seele nach dir, o Gott“ – gilt der Hirsch als Symbol des sich nach Gott sehnenden Menschen. Ähnlich kann das Motiv auch von der frühchristlichen Naturlehre Physiologus abgeleitet werden, nach der der Hirsch Christus symbolisiert, der das als Schlange abgebildeten Böse besiegt. So erläutert auch ein Eintrag ins Freudenstädter Kirchenbuch diesen auf einem Taufbecken ungewöhnlichen Spruch:

„Gleichwie der Hirsch die Schlang’ verschlingt / Und drauf zum frischen Wasser springt / Und von dem Gift wird wieder rein: / So steht’s auch mit dem Menschen fein, / Dann er von Sünden wird purgirt, / Wann er in Tauff gewaschen wird. / Dann weicht alsbald das Schlangengift, / Das sie uns beigebracht mit List.“

Auch die übrigen Figuren auf der Kuppa stellen symbolisch den Sieg Christi über das Böse in der Taufe dar: Christus als Mann mit langen Zöpfen würgt einen Drachen; ein Einhorn oder Stier und Löwe illustrieren Ps 22,20  – „Hilf mir aus dem Rachen des Löwen und vor den Hörnern der wilden Stiere!“

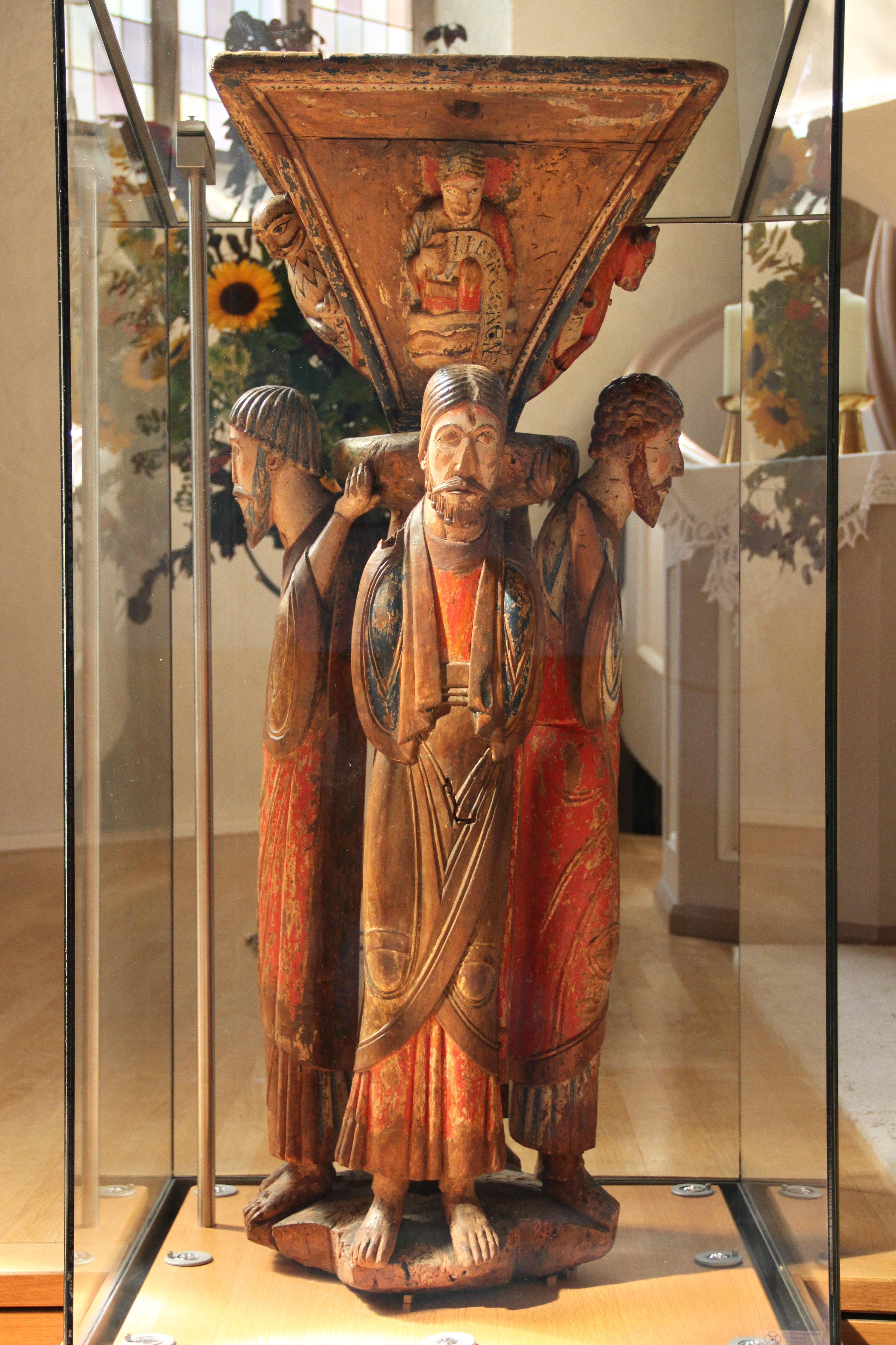
Romanisches Lesepult mit Evangelisten, 1150

### Lesepult
Das romanische Lesepult aus Weiden- und Lindenholz ist 120 cm hoch und stammt wahrscheinlich aus einem der Klöster Hirsau oder Alpirsbach. Bei der Restaurierung von 1948/49 wurden große Teile der ursprünglichen Fassung freigelegt. Es wurden verschiedene Datierungen um die Mitte des 12. Jahrhunderts vorgeschlagen. Die vier aus einem Holzblock geschnitzten Evangelisten tragen mit erhobenen Armen ein Kapitell, auf dem sich die Auflegefläche für das Evangeliar befindet. Das Kapitell trägt an seinen vier Seiten die Symbole der Evangelisten. Bei der Restaurierung wurden zwischen dem Pultkasten und den Mündern der Evangelistensymbole  dünne Kanäle und darin schwarze Ablagerungen (Rauch?) festgestellt. Einer Deutung zufolge strömte aus den Mündern ursprünglich Weihrauch, wenn das Evangelium verlesen wurde. An dieser Deutung wurden Zweifel geäußert.  Aus konservatorischen Gründen steht das Lesepult heute innerhalb eines gläsernen Lesepultes, so dass es liturgisch weiter genutzt werden kann, ohne Schaden zu nehmen. Das Lesepult gilt als eines der bedeutendsten Kunstwerke der Romanik im südwestdeutschen Raum und ist „als geschnitztes figürliches Gerät in der europäischen Skulptur des 12. Jahrhunderts singulär“.

### Weitere Ausstattung
Das spätgotische Kruzifix stammt vermutlich ebenfalls aus dem Kloster Alpirsbach. Es wird auf die ersten Jahre des 16. Jahrhunderts datiert und der Ulmer Schule um Michel Erhart zugerechnet. Es hängt heute an der Südwand des südlichen Kirchenschiffes im Altarbereich.
Vor der Zerstörung 1945 war die Ausstattung wesentlich üppiger als heute. Die Brüstung der umlaufenden Empore war im Stil der Renaissance mit 26 farbig gefassten Stuckreliefs (1606) von Gerhard Schmidt gestaltet, die einander typologisch gegenübergestellte Szenen aus dem Alten und Neuen Testament zeigten. Zwischen den Reliefs standen 26 kleine Statuen, die 10 Patriarchen und 16 Propheten darstellten. Das Wappen und weitere mit dem Haus Württemberg – insbesondere Herzog Friedrich I. – verbundene Symbole waren an prominenter Stelle angebracht.
Im Zuge ihres Wiederaufbaus nach 1945 wurde die Kirche mit einer Reihe moderner Kunstwerke ausgestattet.

## Orgeln

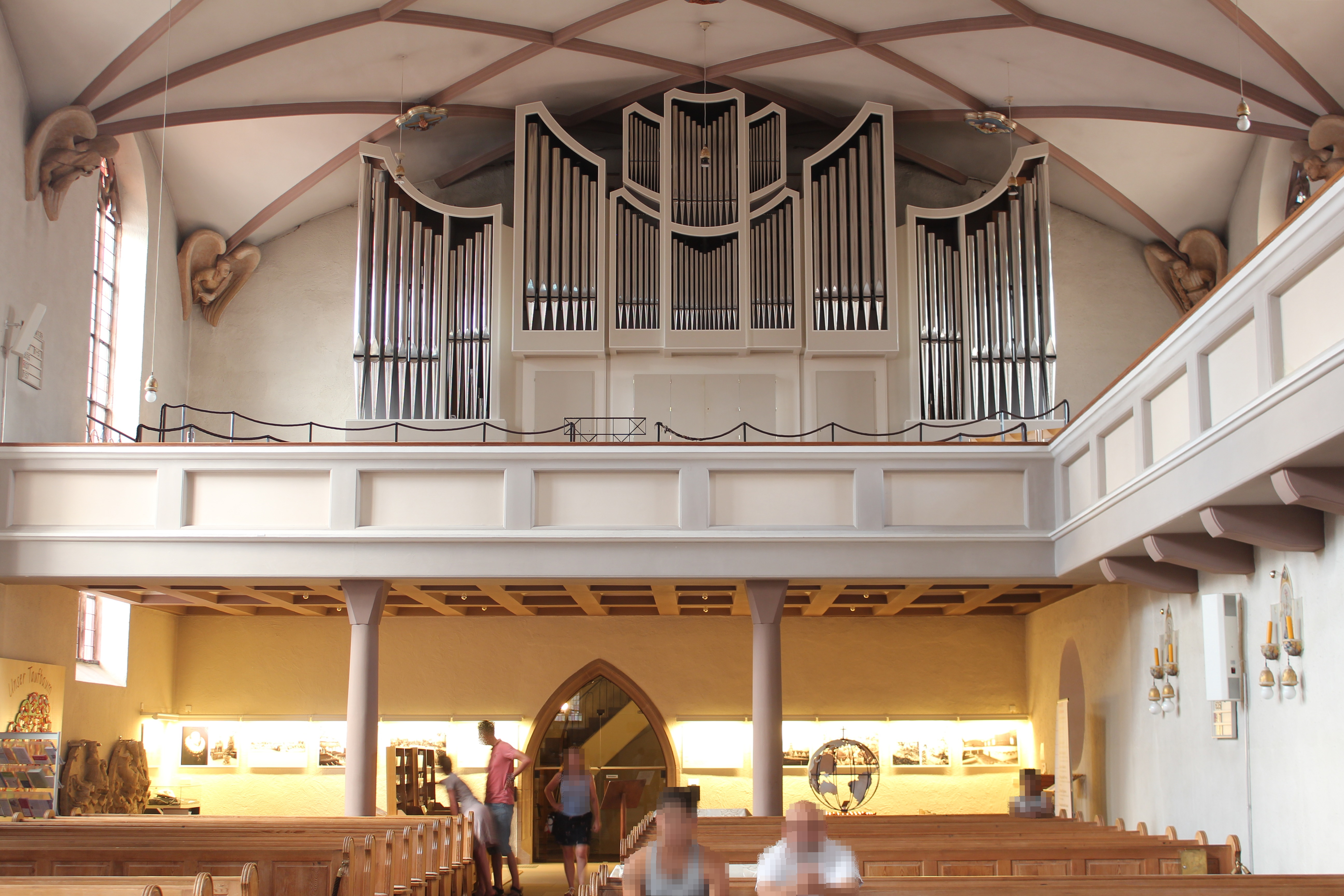
Hauptorgel aus dem Jahr 1982

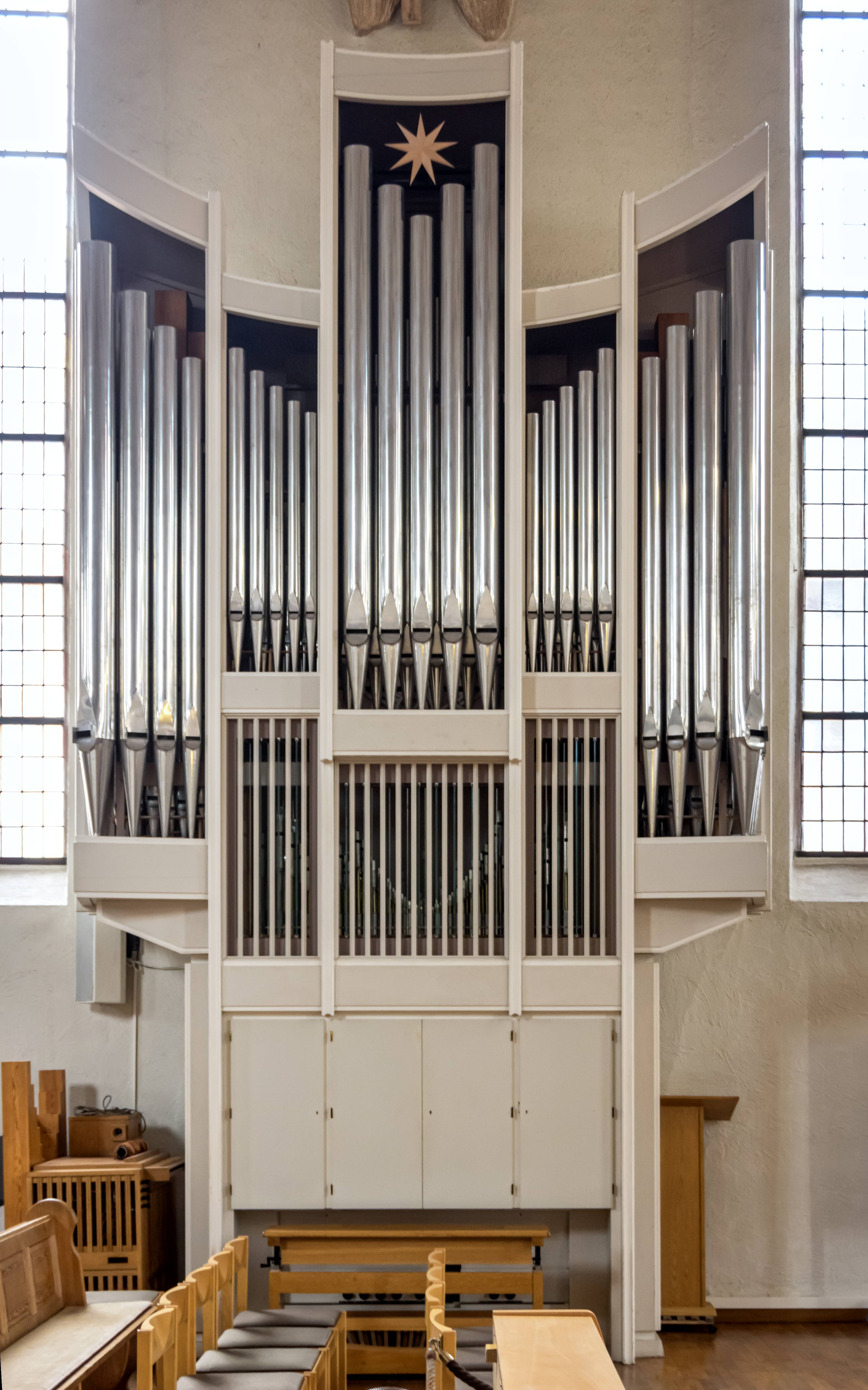
Schott-Orgel, hergestellt 1981

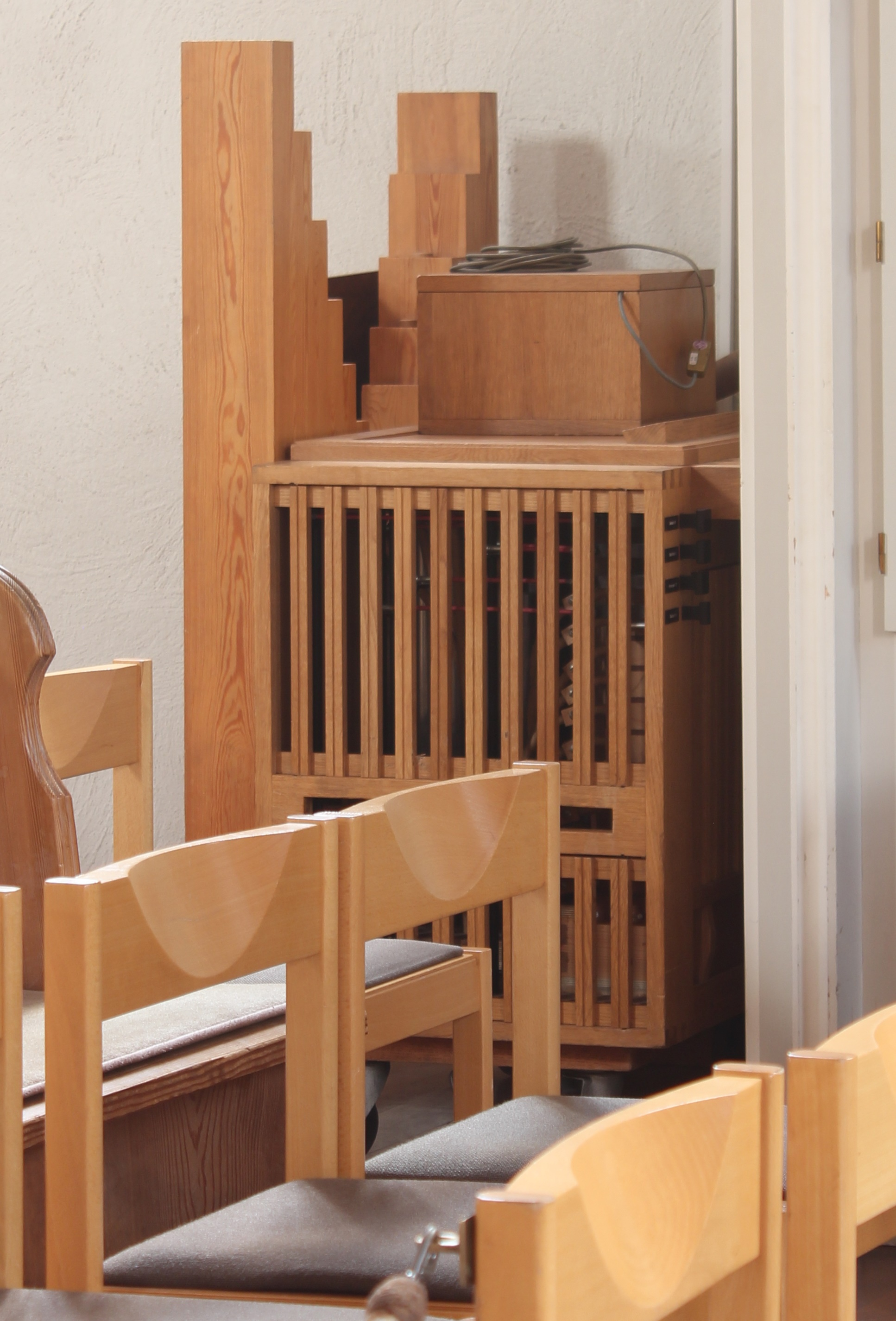
Continuo-Orgel

Die beiden großen Orgeln stammen von Orgelbau Tzschöckel aus den Jahren 1981/1982.

### Hauptorgel
Die Hauptorgel ist am nördlichen Ende des Nordschiffs platziert. Der Prospektentwurf stammt von Walter Supper. Das Instrument hat 3678 Pfeifen in 51 Registern. Es verfügt über einen viermanualigen Spieltisch. Die ersten drei Manuale dienen zur mechanischen Bespielung der Hauptorgel. Über das Vierte kann die Schott-Orgel elektrisch bespielt werden, so dass beide Orgeln erklingen können. Das Werk hat folgende Disposition:
| I Hauptwerk C–f3 |        |
| Pommer           | 16′    |
| Principal        | 08′    |
| Spitzgambe       | 08′    |
| Holzflöte        | 08′    |
| Oktave           | 04′    |
| Traversflöte     | 04′    |
| Quinte           | 02 ⁄3′ |
| Superoctave      | 02′    |
| Cornett V (ab a) |        |
| Mixtur V         | 01 ⁄3′ |
| Zimbel III       | 01⁄2′  |
| Fagott           | 16′    |
| Trompete         | 08′    |
| Tremulant        |        |

| II Positiv C–a3 |         |
| Gedeckt         | 08′     |
| Quintade        | 08′     |
| Principal       | 04′     |
| Rohrflöte       | 04′     |
| Nasard          | 02 ⁄3′  |
| Oktave          | 02′     |
| Waldflöte       | 02′     |
| Terz            | 01 3⁄5′ |
| Blockflöte      | 01′     |
| Scharff IV      | 01′     |
| Rankett         | 16′     |
| Krummhorn       | 08′     |
| Tremulant       |         |

| III Schwellwerk C–a3 |        |
| Gedeckt              | 16′    |
| Principal            | 08′    |
| Panflöte             | 08′    |
| Salicional           | 08′    |
| Vox coelestis        | 08′    |
| Oktave               | 04′    |
| Spitzflöte           | 04′    |
| Doublette            | 02′    |
| Larigot              | 01 ⁄3′ |
| Harmonia aetheria II | 02 ⁄3′ |
| Mixtur V             | 02 ⁄3′ |
| Trompette harmonique | 16′    |
| Hautbois             | 08′    |
| Tremulant            |        |

| Pedal C–f1    |         |
| Prinzipal     | 16′     |
| Subbaß        | 16′     |
| Quinte        | 10 2⁄3′ |
| Oktave        | 08′     |
| Gemshorn      | 08′     |
| Zink III      | 05 1⁄3′ |
| Superoktave   | 04′     |
| Flöte         | 04′     |
| Nachthorn     | 02′     |
| Hintersatz IV | 02 ⁄3′  |
| Posaune       | 16′     |
| Trompete      | 08′     |
| Schalmey      | 04′     |
| Tremulant     |         |

- Koppeln: II/I, III/I III/II, IV/I, I/P, II/P, III/P, IV/P
- Spielhilfen: Setzeranlage, div. An- und Absteller

### Schott-Orgel
Die kleinere, nach dem Erbauer der ersten Orgel „Schott-Orgel“ genannte Orgel hat 1108 Pfeifen in 17 Registern. Sie steht wie die Vorgängerinstrumente an der Südseite des Chorraums. Die Disposition lautet:
| I Hauptwerk C–a3   |                |
| Principal          | 8′             |
| Koppelflöte        | 8′             |
| Oktave             | 4′             |
| Spitzviola         | 4′             |
| Blockflöte         | 2′             |
| Sesquialter (ab f) | 2 ⁄3′ + 1 3⁄5′ |
| Mixtur IV–V        | 2′             |
| Tremulant          |                |

| II Brustwerk (schwellbar) C–a3 |       |
| Gedeckt                        | 8′    |
| Rohrpfeife                     | 4′    |
| Nasard                         | 1 ⁄3′ |
| Oktävlein                      | 1′    |
| Rohrschalmey                   | 8′    |
| Tremulant                      |       |

| Pedal C–f1 |          |
| Subbaß     | 16′      |
| Bourdun    | 08′      |
| Piffaro    | 04′ + 2′ |
| Trompete   | 08′      |

- Koppeln: II/I, I/P, II/P
- Spielhilfen: sechs Setzerkombinationen, Zungenabsteller, Tutti
- Effektregister: Zimbelstern

### Continuo-Orgel
Zudem besitzt die Stadtkirche ein fahrbares Orgelpositiv mit 210 Pfeifen in vier Registern desselben Herstellers als Continuo-Instrument.
| Manual C–a3     |       |
| Gedackt (B/D)   | 8′    |
| Rohrflöte (B/D) | 4′    |
| Prinzipal       | 2′    |
| Quinte (D)      | 1 ⁄3′ |
| Mixtur IV–V     | 2′    |

- Schleifenteilung bei a0/b0, Transponiereinrichtung um drei Halbtöne (seit 2013)

## Glocken
Die neuerbaute Kirche bekam fünf Glocken, die Herzog Friedrich aus in der Reformation aufgelassenen Klöstern nach Freudenstadt bringen ließ. Vier Glocken hingen im Glockenturm. Zwei davon sowie das „Sturm- oder Wetterglöcklein“ sind erhalten:
- Die Osanna-Glocke (auch „Hosianna- oder Lachamann-Glocke“) mit der Aufschrift – „OSANNA HEIS ICH ZU SANT ULRICH HOR ICH IN UNSER FRAVEN ER LEVT ICH BERNHART LACHAMAN GOS MICH 1500“ – verrät, dass sie von Bernhart Lachaman in Heilbronn für die St.-Ulrich-Kirche in Heubach geschaffen wurde.
- Die Schied- oder kleine Vier-Evangelisten-Glocke  wurde von Hans Eger in Reutlingen für das Kloster Murrhardt gegossen und trägt die Aufschrift. „Lucas Marcus Matthaeus Johannes Anno domini 1451“.
  - Die kleinste Glocke des Geläuts von 1609 stammte aus dem Kloster Herrenalb, in dem nach der Reformation eine Schule eingerichtet und das 1595 aufgelöst worden war. Sie hing in einem Dachreiter und diente als Sturmglocke. Diese aus dem 13./14. Jahrhundert stammende Glocke trägt die Aufschrift „O Rex Glorie Christe, veni cum pace“ (‚O Christus, Ehrenkönig, komm mit Frieden‘) und hängt heute in der Friedhofskapelle.

Die für die Metallspende des deutschen Volkes in den Weltkriegen abgelieferten Glocken wurden später ersetzt:
- 1952 wurde die Kreuz- oder Zeichenglocke in der Glockengießerei Kurtz in Stuttgart gegossen. Sie trägt die Aufschrift „Land, Land, Land, höre des HERRN Wort“ (Jer 22,29 LUT).
- Die Domenika- oder Betglocke mit der Aufschrift „Siehe ich verkündige euch große Freude, die allem Volk widerfahren wird.“ (Lk 2,10 LUT) wurde im Jahre 1958 in der Glockengießerei Kurtz in Stuttgart gegossen.

1998/99 erhielt die Kirche drei Glocken der Glockengießerei Bachert in Bad Friedrichshall-Kochendorf/Heilbronn:
- die Taufglocke mit der Aufschrift „Meine Zeit steht in deinen Händen“ (Ps 31,16 LUT),
- die von der Stadt gestiftete Freudenstadt- oder Friedensglocke, deren Aufschrift „Der Herr wird sein Volk mit Frieden segnen.“ (Ps 29,11 LUT) lautet,
- sowie die Gloriosa- oder Christusglocke mit den Aufschriften: „Gott, der HERR ist Sonne und Schild“ (Ps 84,12 LUT), „Siehe, ich bin bei euch alle Tage, bis an der Welt Ende“ (Mt 28,20 LUT) sowie „Mein alles“; gestiftet von einem anonymen Freudenstädter.[39]

| Glocke | Name                       | Gussjahr    | Gießer                        | Gewicht | Durchmesser | Nominal |
| ------ | -------------------------- | ----------- | ----------------------------- | ------- | ----------- | ------- |
| 1      | Gloriosa-/Christusglocke   | 1999        | Albert Bachert, Heilbronn     | 7960 kg | 2310 mm     | fis°    |
| 2      | Dominica-/Friedensglocke   | 1998        | Albert Bachert, Heilbronn     | 3820 kg | 1800 mm     | ais°    |
| 3      | Betglocke                  | 1958        | Heinrich Kurtz, Stuttgart     | 2169 kg | 1486 mm     | cis′    |
| 4      | Osanna-/Kreuzglocke        | 1500        | Bernhard Lachamann, Heilbronn | 1530 kg | 1330 mm     | dis′    |
| 5      | Zeichenglocke              | 1952        | Heinrich Kurtz, Stuttgart     | 0895 kg | 1108 mm     | fis′    |
| 6      | Evangelisten-/Schiedglocke | 1451        | Hans Eiger, Reutlingen        | 0660 kg | 1020 mm     | gis′    |
| 7      | Taufglocke                 | 1998        | Albert Bachert, Heilbronn     | 0537 kg | 0915 mm     | ais′    |
|        |                            |             |                               |         |             |         |
|        | Friedhofsglocke            | 14./15. Jh. | unbekannt                     | 0100 kg | 0550 mm     | fis″    |

## Gemeinde
Die Stadtkirche ist die Gemeindekirche der zentralen Kirchengemeinde der Evangelischen Landeskirche in Württemberg in Freudenstadt. Sie hat – inklusive der Empore – etwa 1000 Sitzplätze. Zur Evangelischen Gesamtkirchengemeinde Freudenstadt gehören zudem die Martinskirche aus den 1960er Jahren und die Kirche Kniebis in der Nähe des in der Reformation aufgelösten Klosters Kniebis.

## Pfarrer
- Andreas Veringer (auch Vöringer) (1561–1609) war ab 1604 der erste Stadtpfarrer von Freudenstadt. Wie der etwa gleichaltrige Heinrich Schickardt stammte er aus Herrenberg. Er hielt 1608 die erste bekannte Predigt in der Freudenstädter Stadtkirche, die gleichzeitig seine Abschiedspredigt war, da Herzog Johann Friedrich ihn an den Hof nach Stuttgart berufen hatte. Nur ein Jahr später starb er als Abt von Alpirsbach.[41][42] In dieser Predigt gab er eine ausführliche Beschreibung und theologische Ausdeutung des eben fertiggestellten Kirchbaus. Sie wurde 1627 in Stuttgart unter dem Titel Templum Chaeropolitanum; Das ist, Historische Beschreibung und Vorbildung, der newerbawten Kirchen zu Frewdenstatt am Schwartzwald gedruckt.[43]

### Ausstattung
- Hermann Gombert: Das Freudenstädter Lesepult. In: Das Münster. Zeitschrift für christliche Kunst und Kunstwissenschaft 3 (1950), S. 257–265.
- Hans Westhoff u. a.: Zum Freudenstädter Lesepult. Holztechnik, Fassung und Funktion. In: Jahrbuch der Staatlichen Kunstsammlungen in Baden-Württemberg 17 (1980), S. 41–84.
- Rostislav Tumanov: Veterae imagines in vera ecclesia. Zur Appropriation mittelalterlicher Ausstattungsobjekte in der Stadtkirche Freudenstadt. In: Wallraf-Richartz-Jahrbuch 79 (2018), S. 205–232.